# Tedunan (Kedung)
Tedunan is een bestuurslaag in het regentschap Japara van de provincie Midden-Java, Indonesië. Tedunan telt 2318 inwoners (volkstelling 2010).